# Weitra
Weitra (en tchèque : Vitoraz) est une ville autrichienne du district de Gmünd, en Basse-Autriche. La ville historique est réputée pour son enceinte médiévale bien conservée et pour le château de Weitra reconstruit en style Renaissance au XVIe siècle.

## Géographie

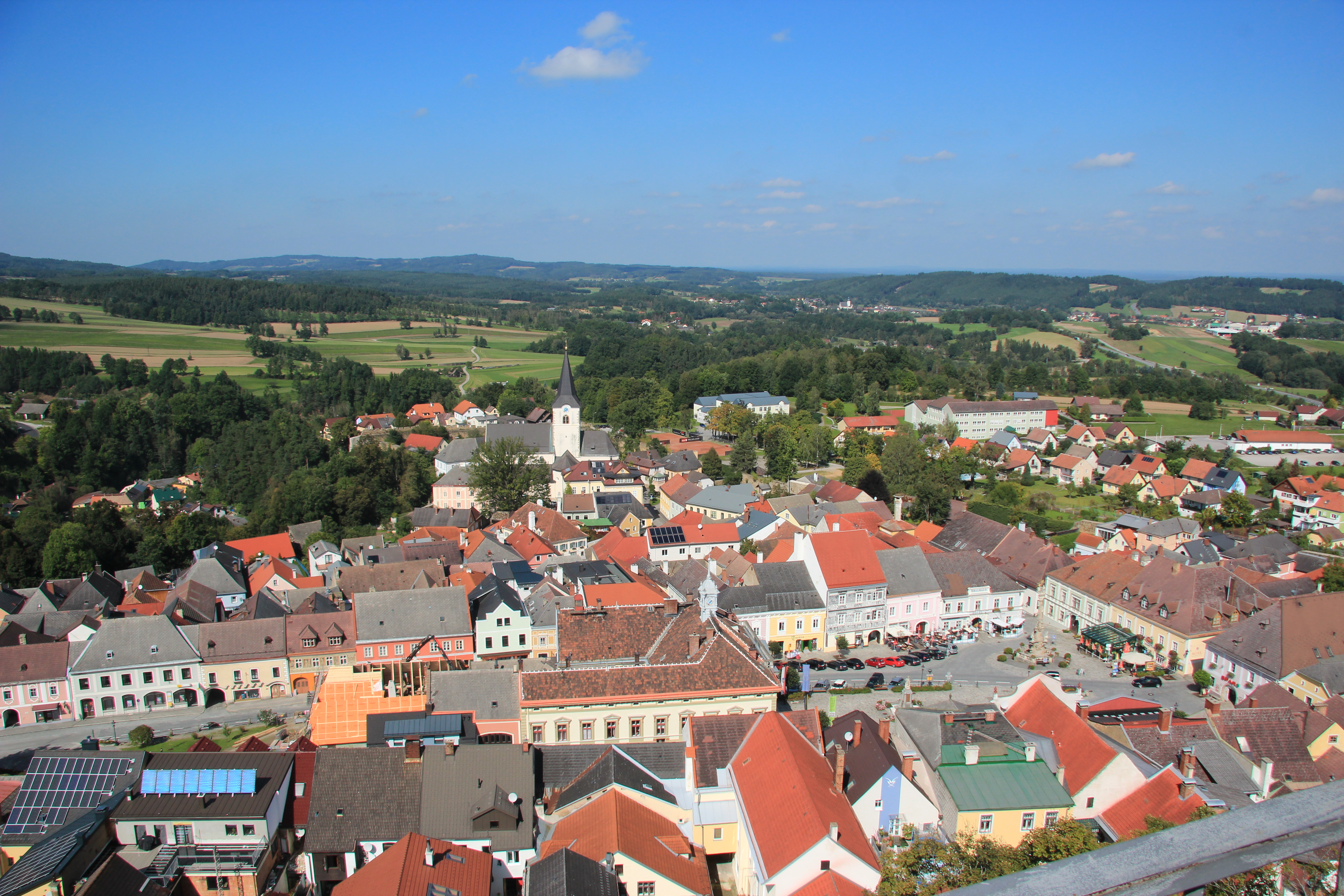
Vue sur la vieille ville.

Weitra est située au milieu de vastes zones forestières dans la région rurale du Waldviertel, sur la haute vallée de la Lainsitz (Lužnice), près de la frontière avec la République tchèque. La municipalité se compose des localités de Brühl, Großwolfgers, Oberwindhag, Reinprechts, Spital, St. Wolfgang, Sulz, Walterschlag, Weitra et Wetzles.

## Histoire
Une première forteresse sur le territoire frontalier à la Bohême a été édifiée de 1201 à 1208 au-dessus de la paroisse d'Altweitra. Le commanditaire était le noble Hadmar II de Kuenring († 1217), un ministériel au service des ducs d'Autriche et propriétaire du château de Dürnstein sur le Danube, où le roi Richard Cœur de Lion avait été emprisonné pendant l'hiver 1192/1193. Peu tard, après l'extinction de la maison de Babenberg à la mort du duc Frédéric II d'Autriche en 1246, les descendants de Hadmar sont tombés en disgrâce alors qu'ils s'étaient opposés aux côtés du roi Ottokar II de Bohême contre la dynastie montante des Habsbourg. Ottokar a été vaincu par Rodolphe de Habsbourg, roi des Romains, à la bataille de Marchfeld en 1278, et les Kuenring se sont enfuies de leur résidence. 
Le fils de Rodolphe, Albert Ier, nommé duc d'Autriche en 1282, a finalement acquis la seigneurie de Weitra en 1296. Par acte du 26 mai 1321, le duc Frédéric le Bel a doté les citoyens du droit de brassage. Outre son industrie historique du tissage, Weitra est connue comme le plus ancien site producteur de bière en Autriche avec plusieurs brasseries documentées depuis le XIVe siècle. La forteresse proche de la frontière de Bohême a été saisie par les forces hussites mais aussi par les troupes hongroises sous le roi Mathias Corvin en 1486.

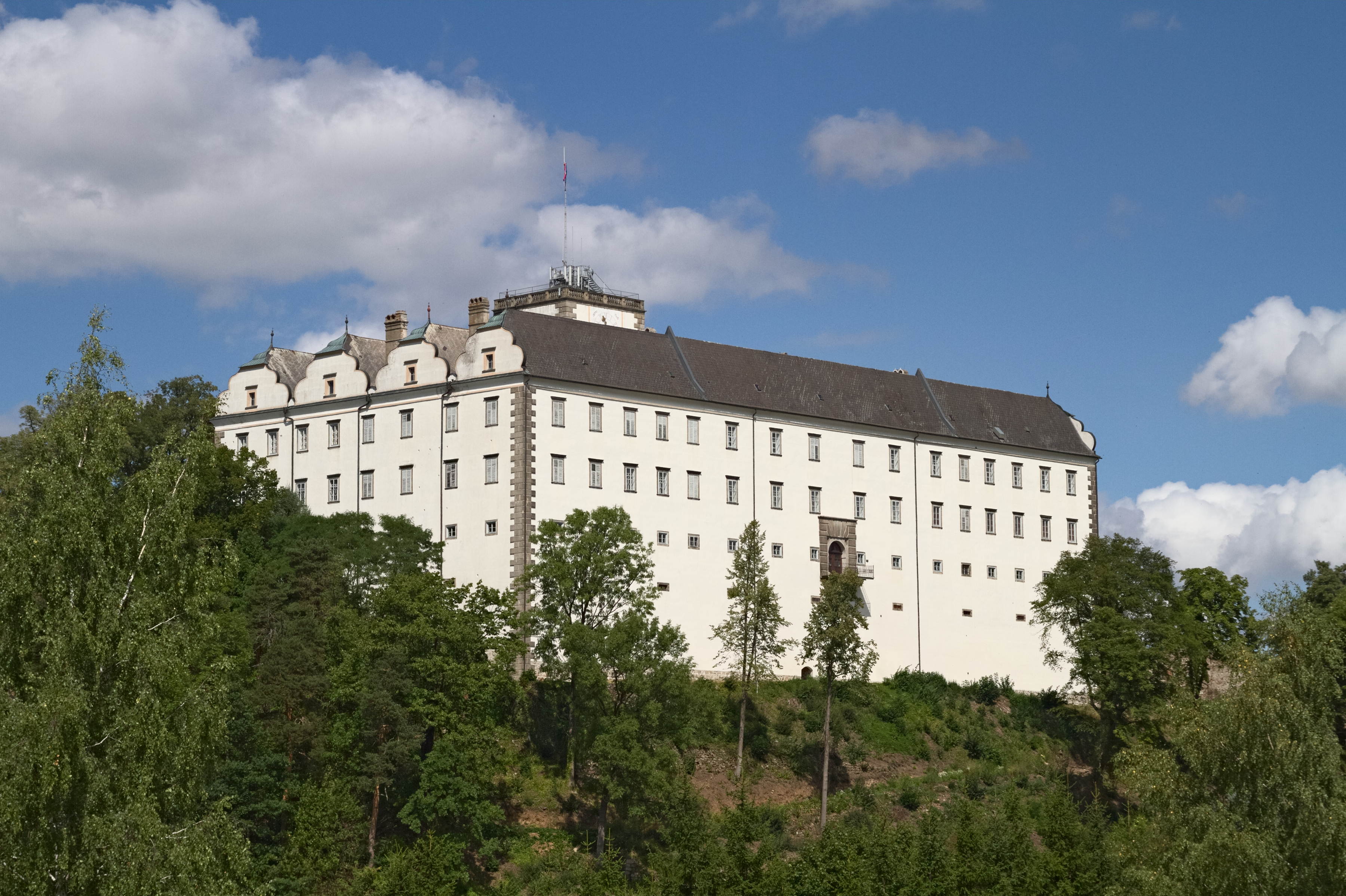
Le château de Weitra.

En 1581, l'empereur Rodolphe II de Habsbourg octroie Weitra à son chambellan Wolf Rumpf. En 1607, le comte Frédéric IV de Fürstenberg, qui avait épousé la veuve de Rumpf, a hérité du fief. Au cours de la guerre de Trente Ans, le château fut à nouveau attaqué par les forces suédoises sous le général Lennart Torstenson en 1645. Les comtes (princes à partir de 1664) de la maison de Fürstenberg possède les domaines de Weitra jusqu'à la révolution de 1848. Les membres de la branche cadette des Fürstenberg-Weitra ont laissé un château Renaissance érigé sur des fondations médiévales, qui a ensuite été reconstruit dans un style baroque. Le château a été restauré par les Fürstenberg en 1994.
En 1903, la ville a été reliée à Gmünd par une ligne de chemin de fer à voie étroite, classée depuis 2001 comme chemin de fer touristique. Après la Seconde Guerre mondiale, l'économie a souffert de l'emplacement de la ville près du rideau de fer. Depuis 1959, Weitra abrite une garnison des forces armées autrichiennes.

## Personnalités liées à la ville
- Klara Hitler, née Pölzl (1860–1907), mère d'Adolf Hitler, est née dans le hameau de Spital au sud-est de Weitra où elle a passé son enfance jusqu'à ce qu'elle commence à travailler, dès l'âge de 16 ans, dans le ménage de son oncle (et futur mari) Alois Hitler à Braunau ;
- Wilhelm Szabo (1901–1986), poète et traducteur, fut maître d'école à Weitra ;
- Ludwig et Maria Knapp, propriétaires d'une scierie, qui en 1944 ont sauvé des travailleurs juifs de leur déportation vers les camps d'extermination, reconnus comme Justes parmi les nations en 1968.

## Source de la traduction
- (en) Cet article est partiellement ou en totalité issu de l’article de Wikipédia en anglais intitulé « Weitra » (voir la liste des auteurs).